# キラキラ!
『キラキラ！』は、安達哲作の日本の漫画。『週刊少年マガジン』（講談社）に1989年第1･2合併号から1990年第25号まで掲載された、安達の初期の作品。

## 作品概要
後に『お天気お姉さん』（『週刊ヤングマガジン』（講談社）、1992年17号‐1994年29号、全8巻）で有名となる安達哲のデビュー2作目となる作品。高校生を主人公とし、夢と現実、子供と大人、自分と社会との葛藤が荒削りな筆至で描かれている青春群像。また作中には、人間の側面としての天使と悪魔、光と影、羨望と嫉妬といった対比についても主人公達を通して描かれている。その後出版される『お天気お姉さん』、『さくらの唄』（『週刊ヤングマガジン』、1991年1・2合併号‐1991年41号、全3巻）にも通じる暴力や性的描写も見られる作品。

## あらすじ
高校2年生の主人公杉田慎平は、アルバイト先での下心のある行動から、天使のように美しい戸田恵美里（エミリ）と出会う。思春期の一時の気の迷いから、父親への相談もなしに青晶学園の芸能科に転校する。
いい加減に見える芸能科の同級生に翻弄されながらも、特殊な才能を発揮し、芸能科の窮地を救う一面を見せる。芸能科の同級生はアイドルの卵であり、すでに芸能活動を行っている者もいる中で、エミリは芸能界にデビューした。エミリは一気にスターダムに上り詰めながらも、外見と内面、作られたアイドル像、学校側の思惑、家庭環境に悩み、周りを巻き込みながら物語は進む。

## 登場人物
杉田 慎平（すぎた しんぺい）
主人公。周囲に流されるタイプと同級生も自分も思っている。しかし、目の前の自分の出来ることに一所懸命に取り組む姿は、周囲へ影響を及ぼしており、それに同級生は気づいていく。
戸田 恵美里（とだ えみり）
主人公が初めて会ったとき天使のように美しいと思った女性。見た目と内面との違いに葛藤する。
片桐 友也（かたぎり ともや）
エミリの中学校時代からの同級生。バンドのギター・ヴォーカルで、見た目の粗暴さとは異なり、細かなことにこだわる自分を好きになれないでいる。
小山 若菜（こやま わかな）
芸能界で既に人気のあるアイドルで友也の彼女。あまり深いことは考えず、どちらかというと直感で動く。
安田 謙（やすだ けん）
中学3年生のとき、友也とエミリと同級生であった。その後、主人公達の前に突然現れ、翻弄する。

## 関連作品
- バカ姉弟 ‐『週刊ヤングマガジン』1999年29号‐不定期連載中、既刊5巻